# Stockholms rådhus

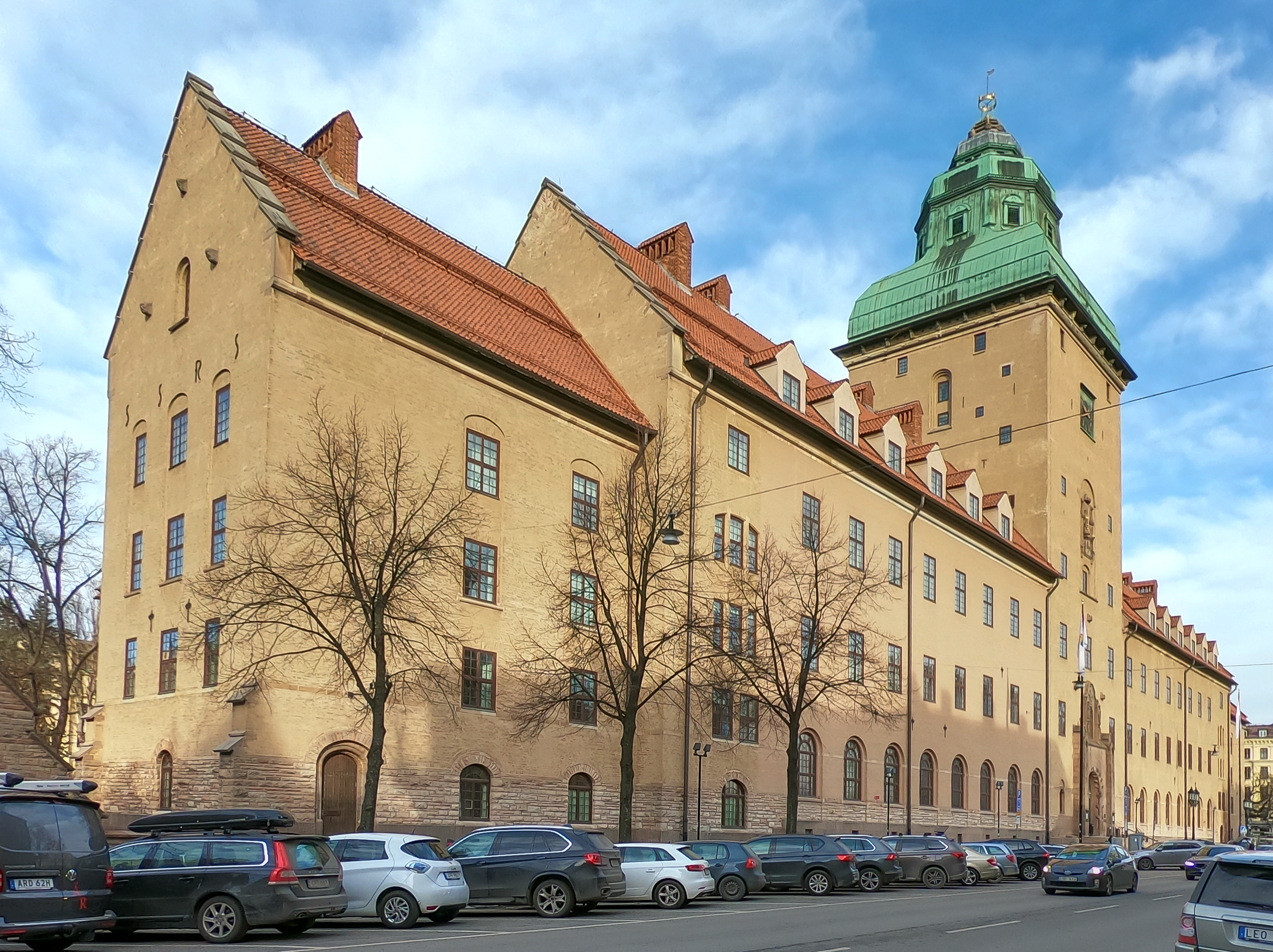
Stockholms rådhus längs Scheelegatan 2021.

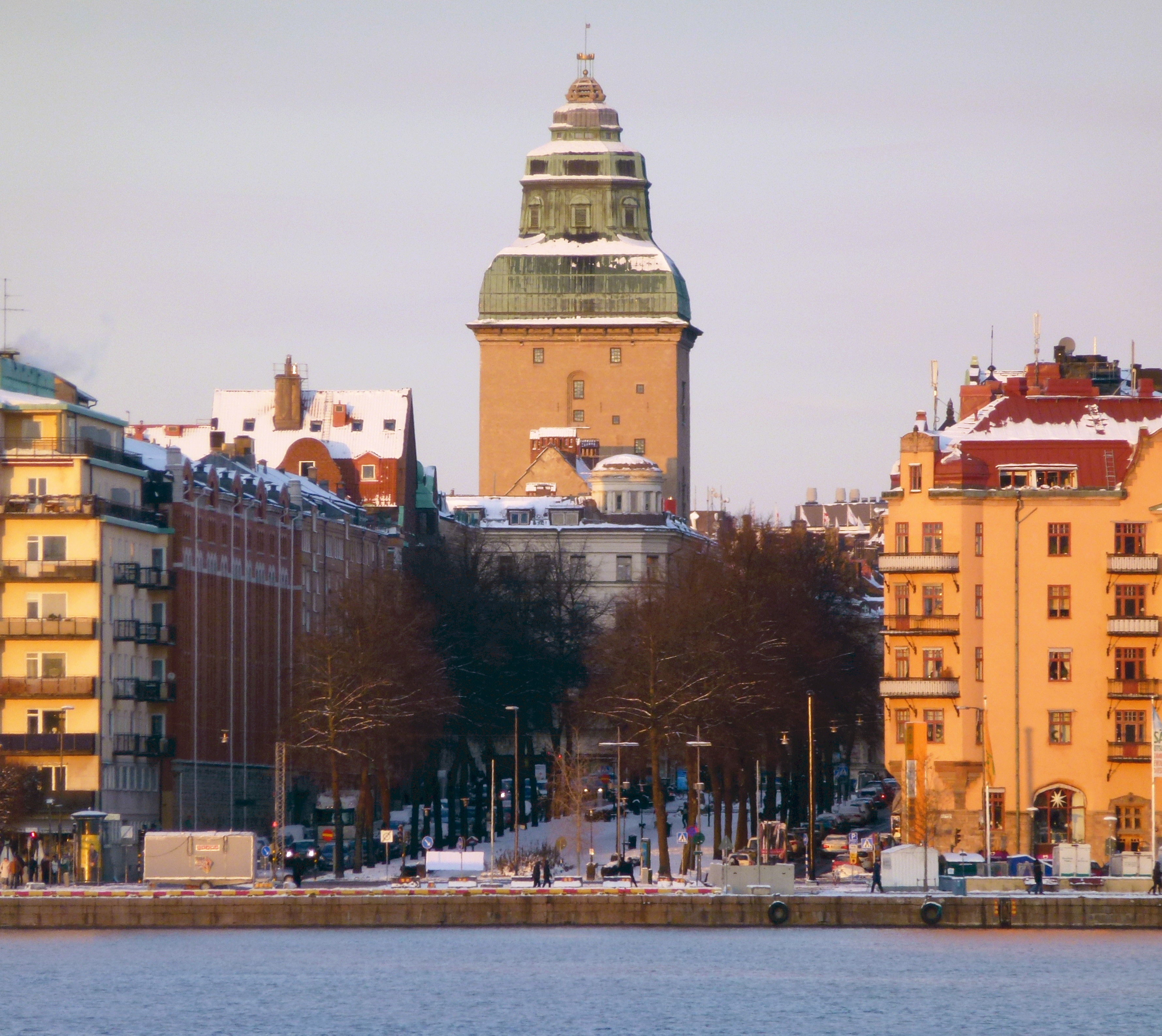
Rådhusets torn och Kungsholmstorg, vy över Riddarfjärden.

Stockholms rådhus är beläget vid Scheelegatan 7 på Kungsholmen i Stockholms innerstad. Det är säte för Stockholms tingsrätt och har gett namn till tunnelbanestationen Rådhuset på Stockholms tunnelbanas blå linje. Huset stod färdigt 1915 och ritades av arkitekt Carl Westman. Stockholms rådhus betecknas som ett av svenska nationalromantikens huvudverk. Byggnaden är ett statligt byggnadsminne.
På grund av en ombyggnation var Stockholms tingsrätt tillfälligt förflyttad under en period, men är  sedan 1 september 2009 tillbaka i Rådhuset.

## Historik
Stockholms första rådhus var Rådstugan vid Stortorget i Gamla stan, på den plats där sedermera Börshuset uppfördes. Mellan 1731 och 1915 var Bondeska palatset vid Riddarhustorget stadens rådhus. Byggnaden vid Scheelegatan beställdes av Stockholms stad för den då kommunala Stockholms rådhusrätt, men tillhör numera staten. Det invigdes den 3 december 1915 av kung Gustaf V samt prinsarna Carl och Eugen. Byggnadstiden var cirka fem år och kostnaden hamnade på 2,9 miljoner kronor.

## Tävlingen

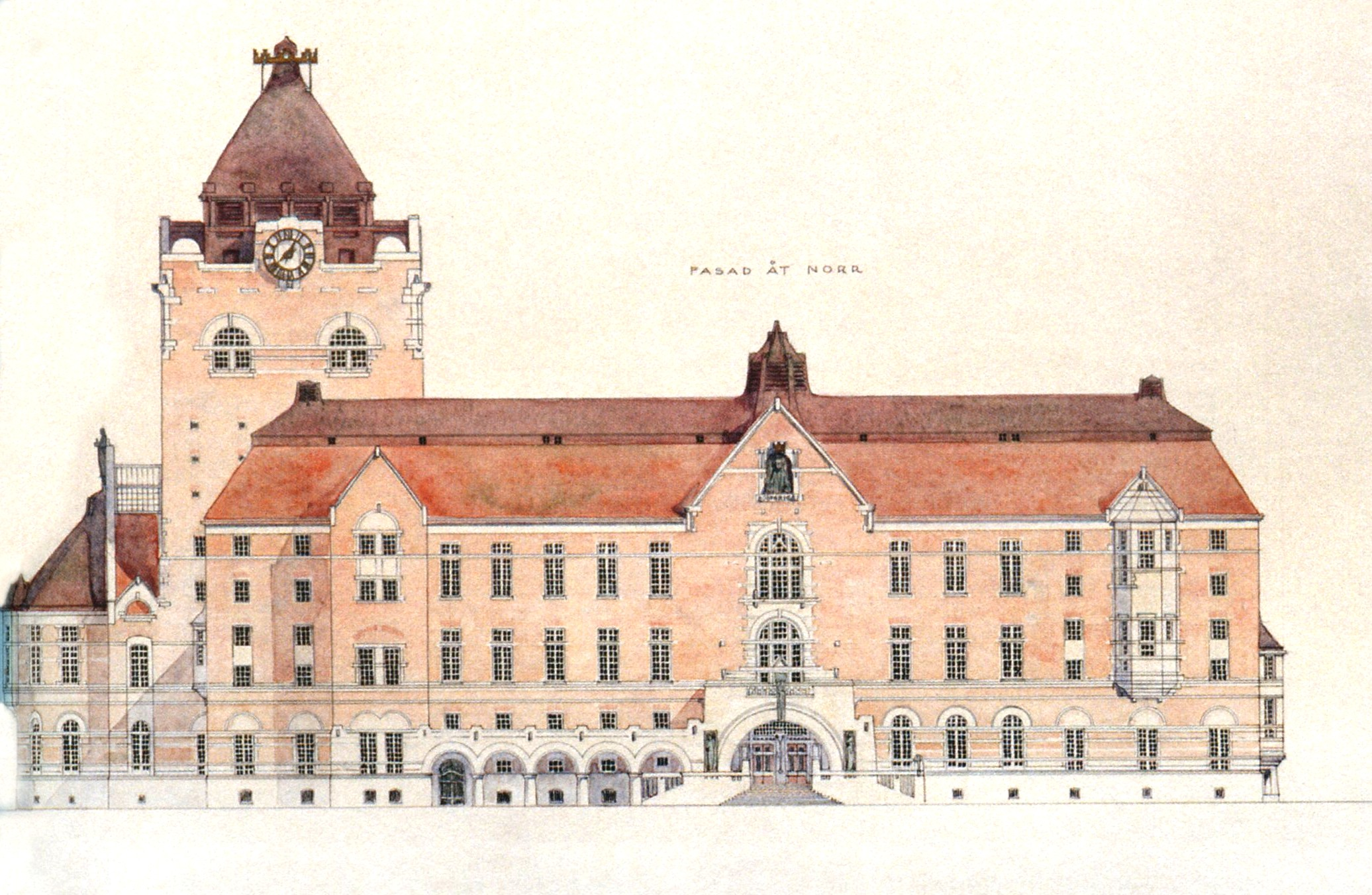
Westmans förslag "Hörn" från 1904.

Den ursprungliga placeringen av ett nytt rådhus för Stockholm var tänkt i kvarteret Eldkvarn. I december 1903 utlystes en arkitekttävling bland svenska arkitekter. Tävlingen hölls i två steg, där de sex bästa förslagen skulle gå vidare till en andra pristävling. Två tävlingsbidrag kom att ställas mot varandra, nämligen Ragnar Östbergs “Mälardrott” och Carl Westmans “Hörn“. Medan Östbergs “Mälardrott” hade fasader i granit var Westmans “Hörn” tänkt i tegel. 
Carl Westman fick efter många turer slutligen uppdraget att rita rådhuset vid Scheelegatan sedan Stockholms stadsfullmäktige 1908 beslutat, dels att låta bygga ett kommunalhus på Eldkvarnstomten med Östberg som arkitekt (det blivande Stockholms stadshus), dels att ha ett renodlat rådhus i kvarteret Fruktkorgen vid Scheelegatan. En av fördelarna med denna uppdelning var att ett rådhus kunde bli färdigställt snabbare än Östbergs påkostade projekt. En annan fördel var närheten till Stockholms polishus, som uppfördes nästan samtidigt.

## Byggnaden

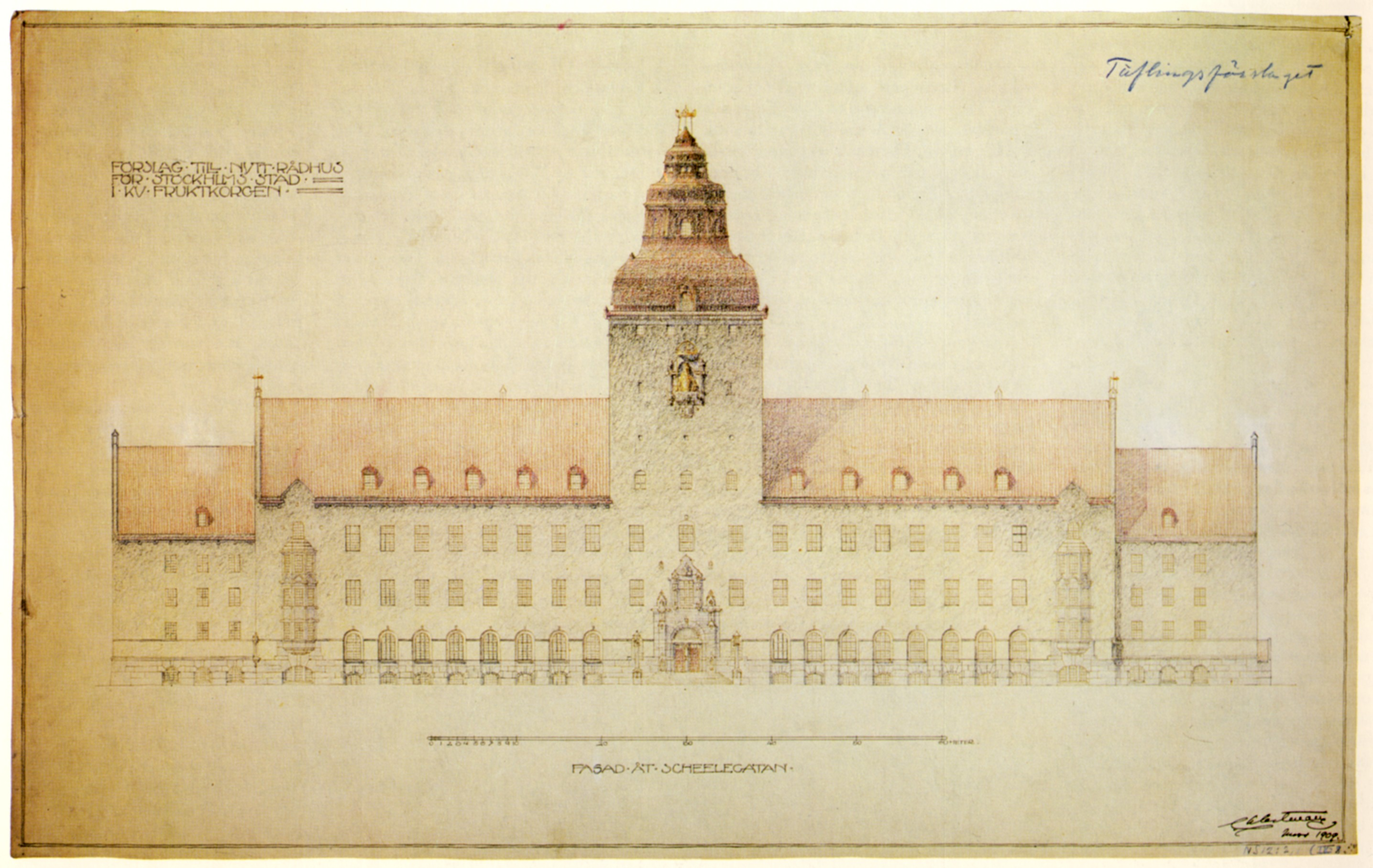
Westmans fasadritning från 1909.

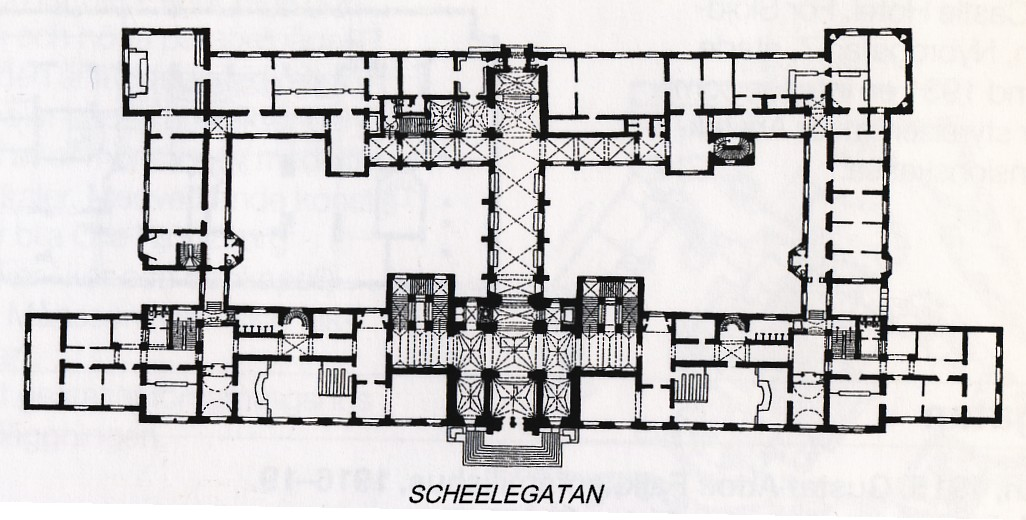
Planritning, bottenvåning.

Byggnaden uppfördes på en svårbebyggd tomt, en sänka mellan Scheelegatan och Stockholms polishus, som byggdes ungefär samtidigt. Huset vänder baksidan mot polishuset och är gestaltad i en helt annan arkitektur än det. Westman ville ge sin byggnad ett allvar och tyngd med förankring i den svenska byggnadstraditionen och vasastilen. Fasaduppbyggnaden med sin strama gestaltning och enkla sadeltak med olika höjd för tanken till Vasatidens arkitektur. Fasadernas tegelytor är slammade vilket ger byggnaden en ålderns patina.
Anläggningen grupperar sig som två parallella huvudlängor med tre tvärlängor kring två innergårdar. Den mittersta tvärlängan är utformad som en kommunikationsaxel och kröns av ett massivt torn mot Scheelegatan, en komposition som leder tanken till Vadstena slott från 1500-talet. På fasaderna syns ankarslut utformade som bokstäver "SSRS" som står för Stockholms stads rådstuga.
Även interiören för, liksom exteriören tanken till Vasatiden, genom enkelt putsade murar och valv som dekorerats med al fresco-målningar. Bottenvåningarnas tak är konstruerade som tunnvalv i en medeltida kyrka. Trapphallarnas tak är utformade som kryssvalv och salarna gavs målade trä-, kassett- respektive paneltak. 
I varje korridorlänga finns symmetrisk placerade domsalar. Salarna är högtidliga med höga träpaneler och kassettak. I rådhuskaféet (det förutvarande vigselrummet) bärs stjärnvalvet upp av en låg mittkolonn som minner om borgstugan på Glimmingehus.

## Konstnärlig utsmyckning

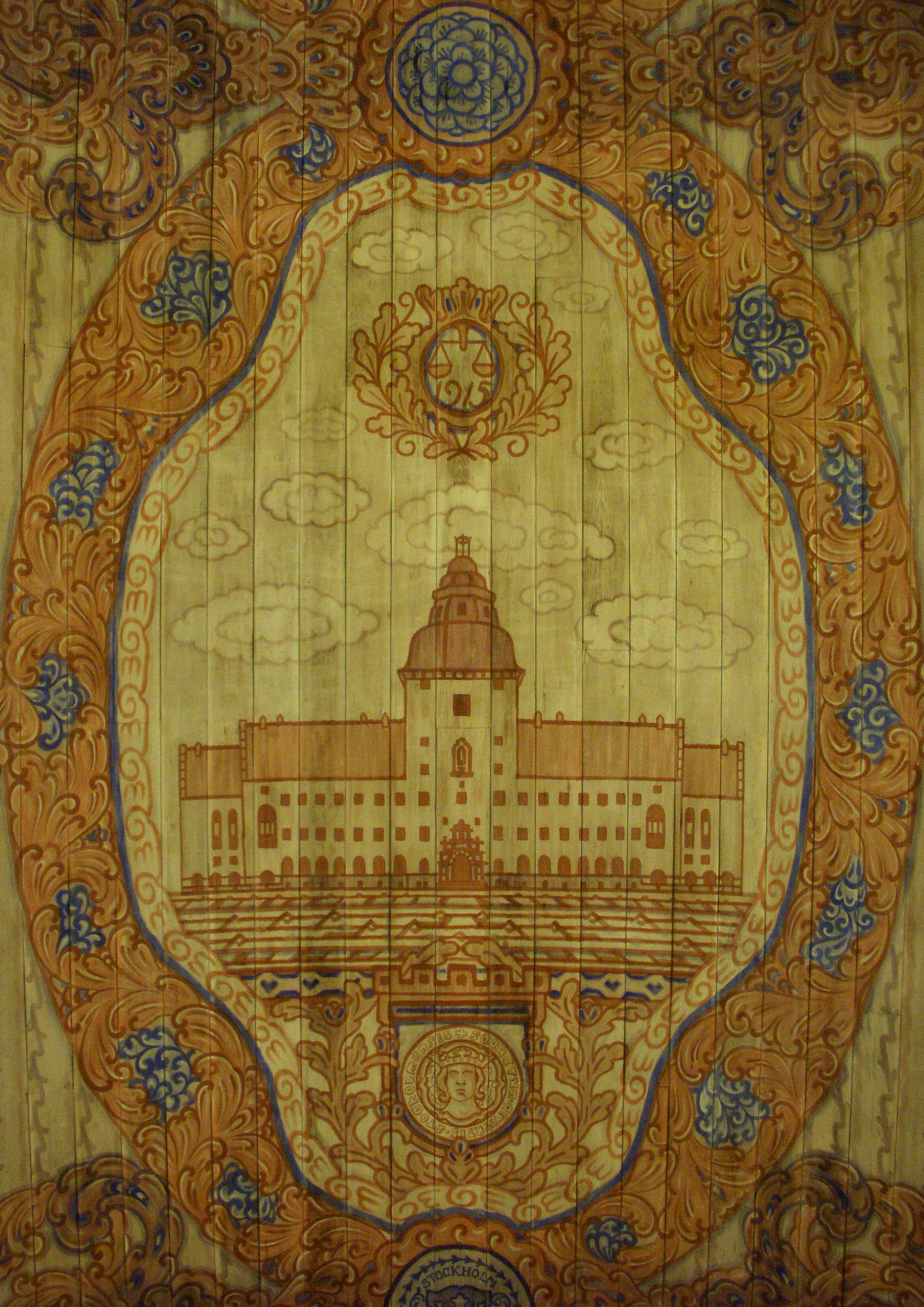
Takmålning med rådhuset

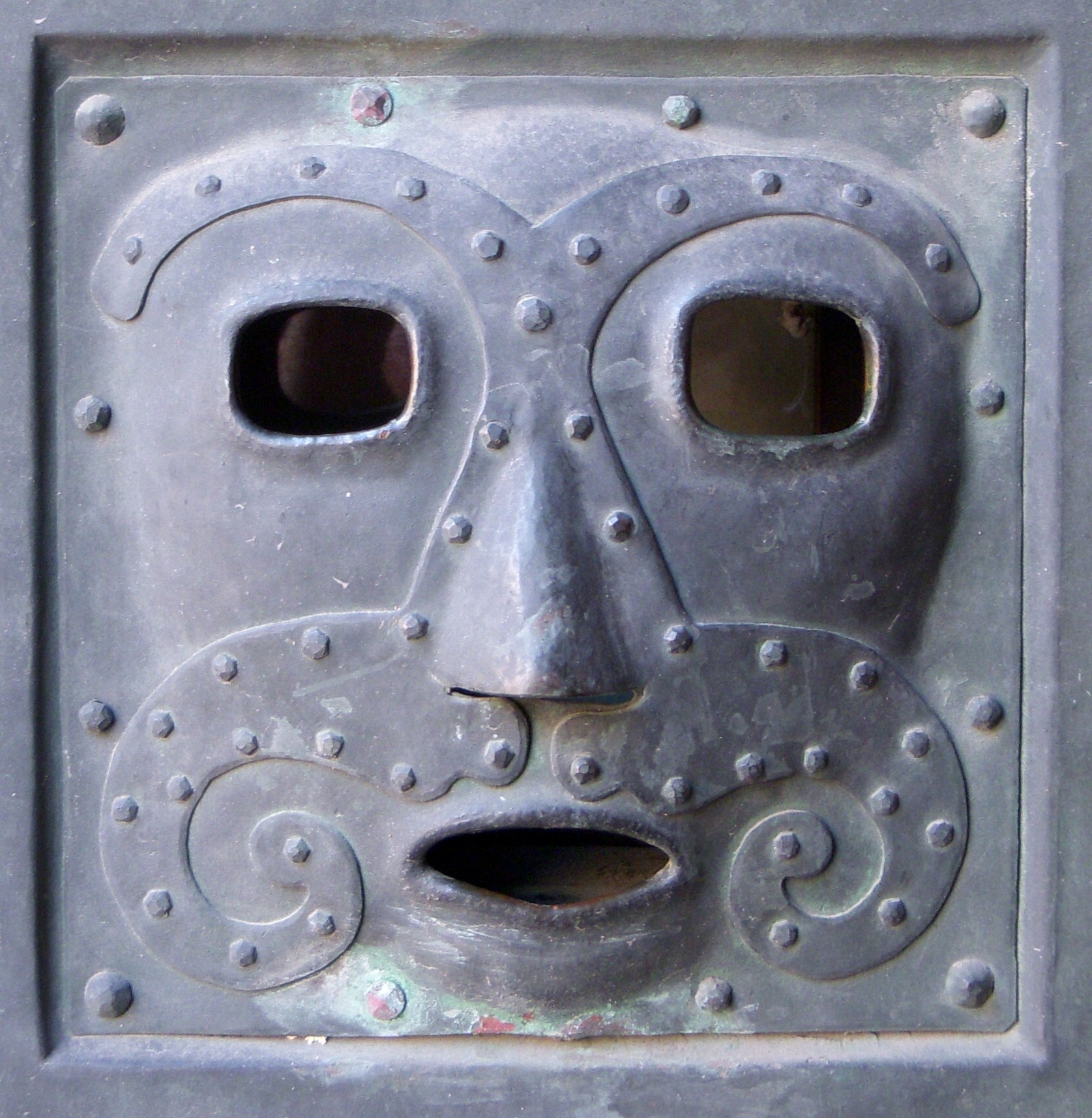
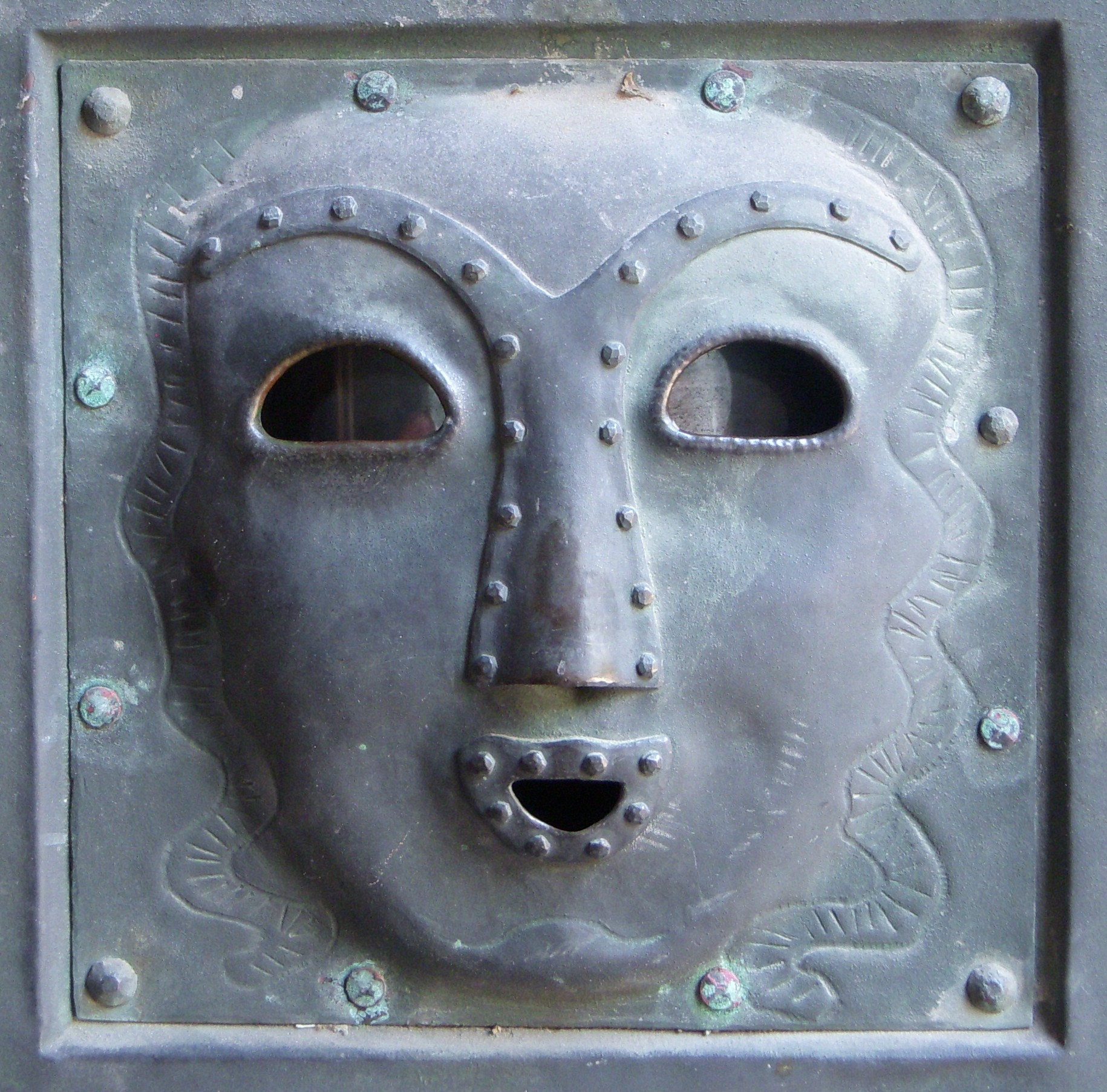
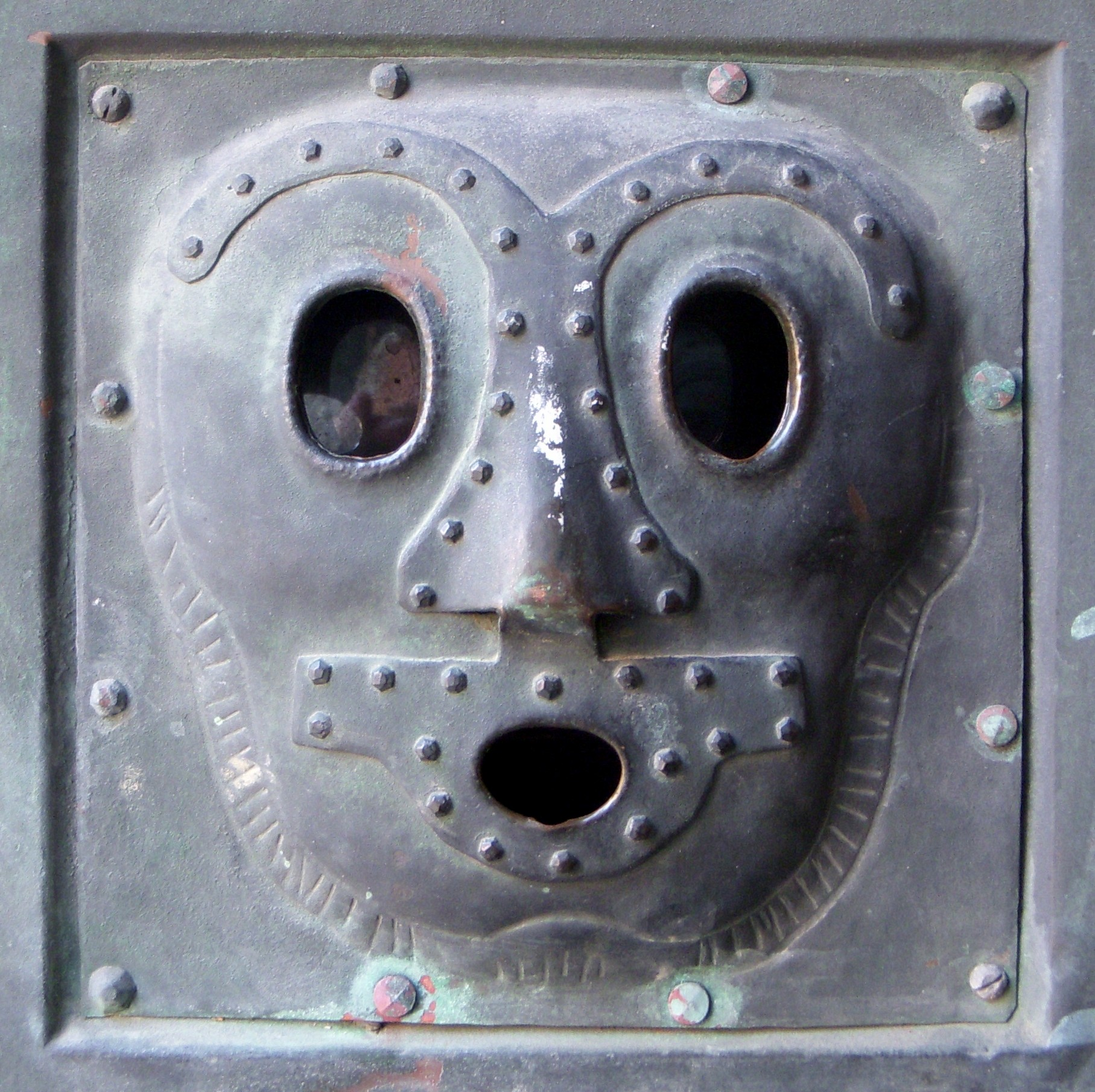
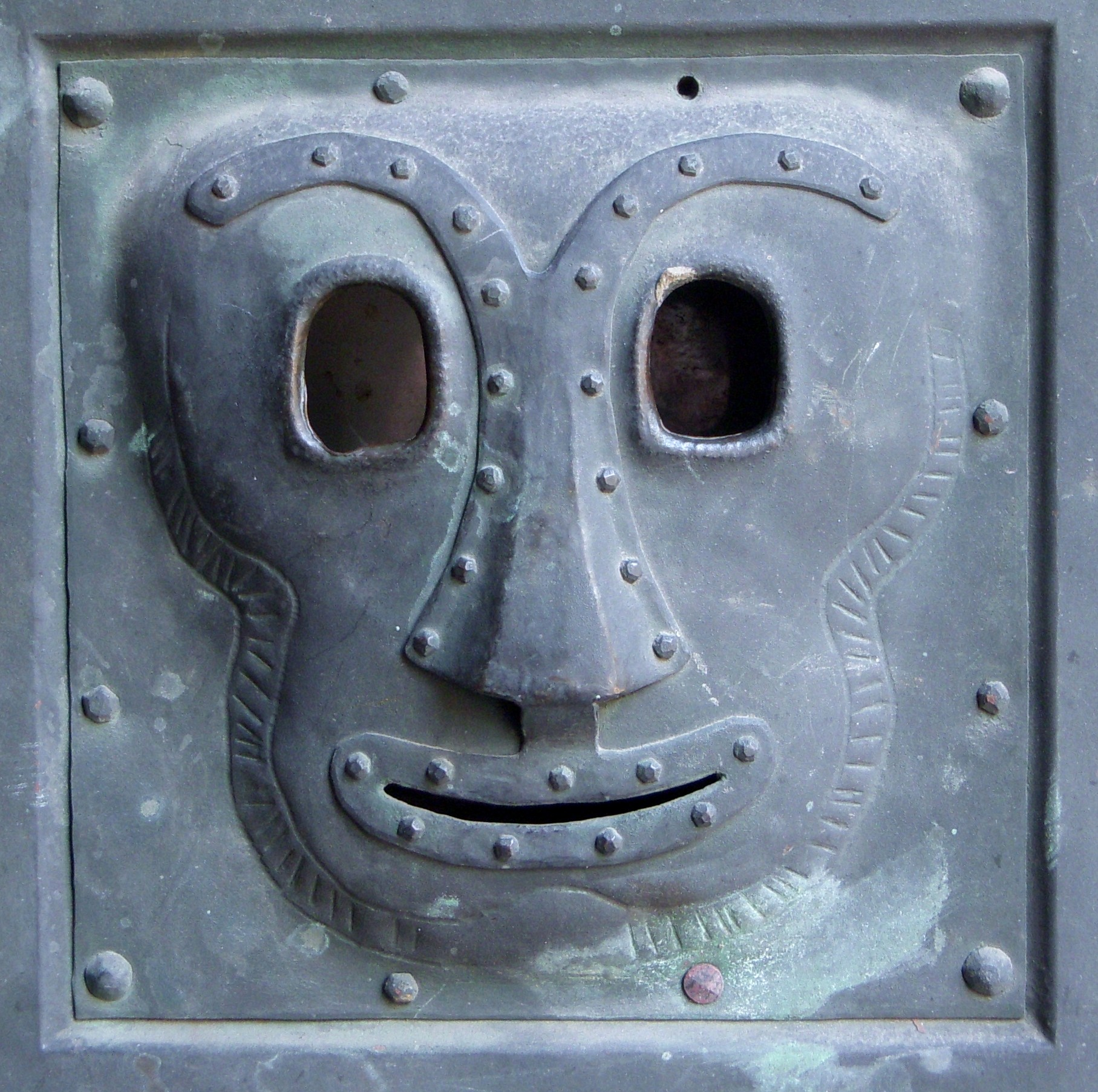

Stockholms rådhus är rikt på konstnärlig utsmyckning. Skulptören Gustaf Sandberg och dennes bror Aron Sandberg var 1912–1916 anställda vid rådhusbygget. Gustaf Sandberg utförde vid huvudportalen S:t Erik i granit, Justitia i driven koppar och De sju dödssynderna i granit samt i huvudingångens hall Valans pelare som är huggen i röd granit från Vätö och levererades 1916. På gården finns Justitiabrunnen, även den skapad av Gustaf Sandberg. Aron Sandberg formgav flera fasadskulpturer till byggnaden. 
I byggnaden finns även skulpturer av Christian Eriksson. Vigselrummets dekorativa kalkmålningar är utförda av konstnären Olle Nordmark. Takmålningar skapades av Olle Hjortzberg. Vid ingångens sidor finns fyra kopparmasker med olika ansiktsuttryck, dessa är verk av bröderna Gustaf och Aron Sandberg.
Symbolen för hela verksamheten i Stockholms rådhus - Kopparmatte - finns på våning två. Det är en kopia av en staty från 1600-talet som representerar rättvisan och en varning mot att begå brott.

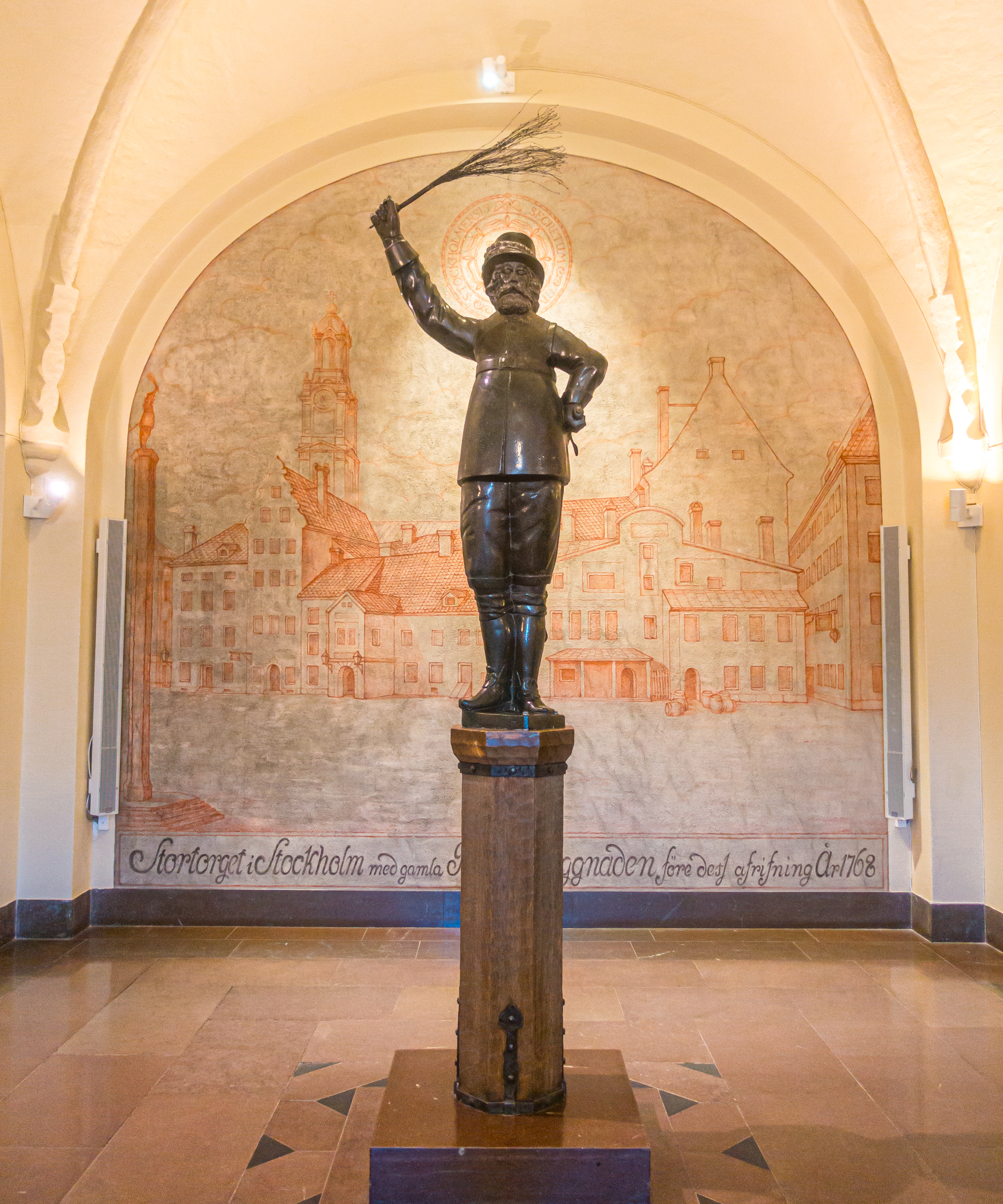
Kopparmatte i Stockholms rådhus.

## Bilder

### Fasader

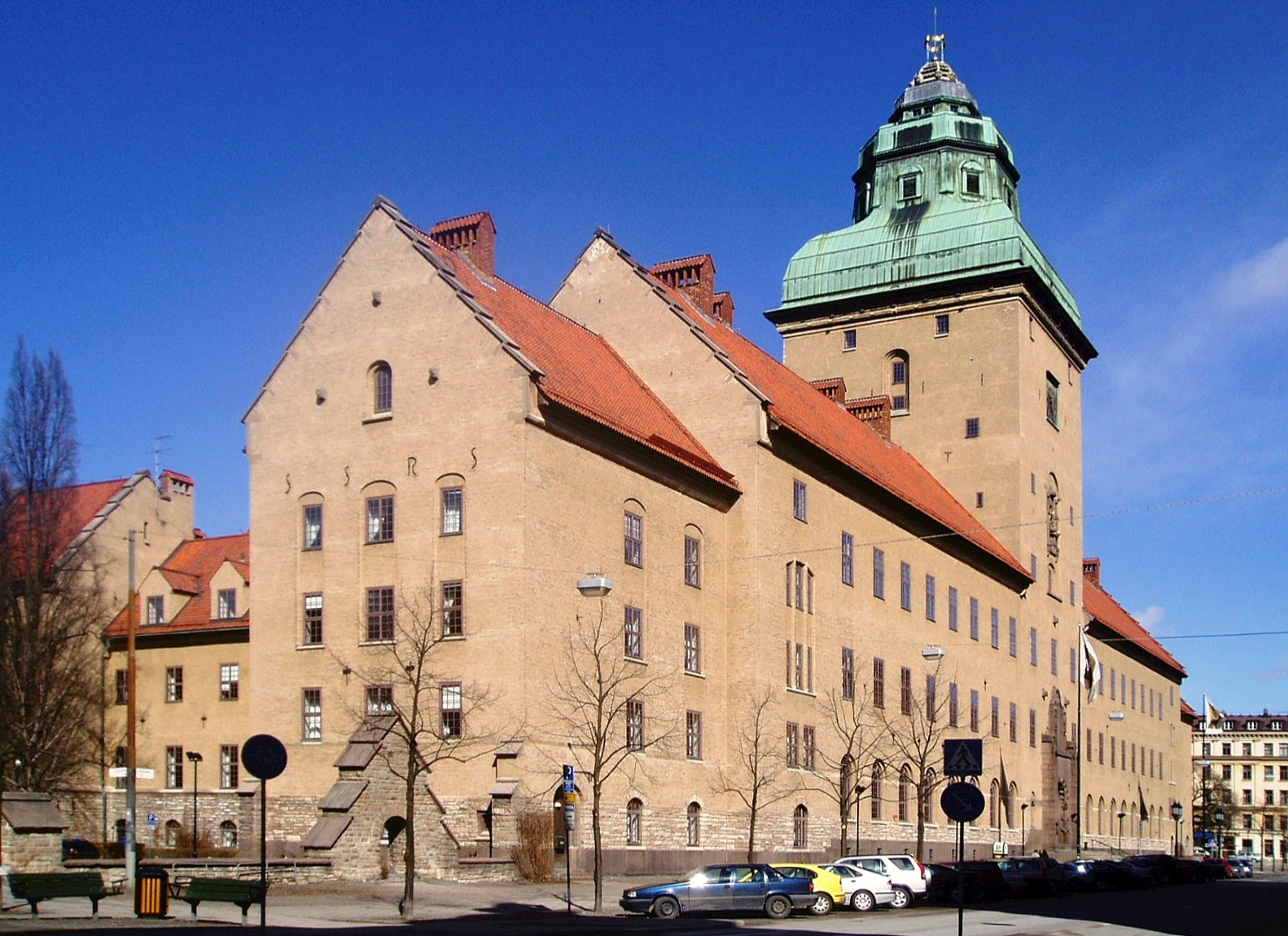
Mot Scheelegatan (sydost)
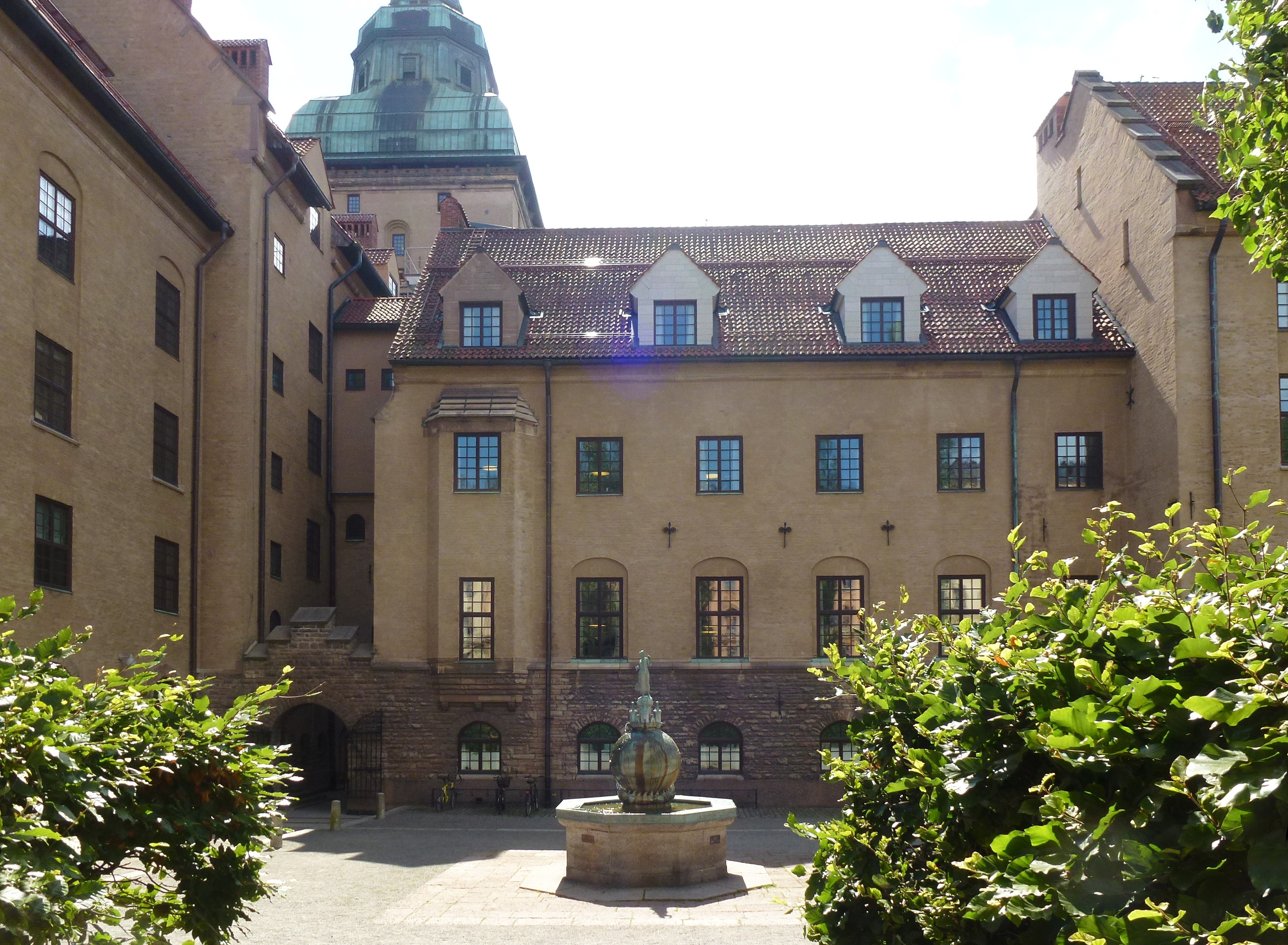
Mot Kungsholmsgatan (norr)
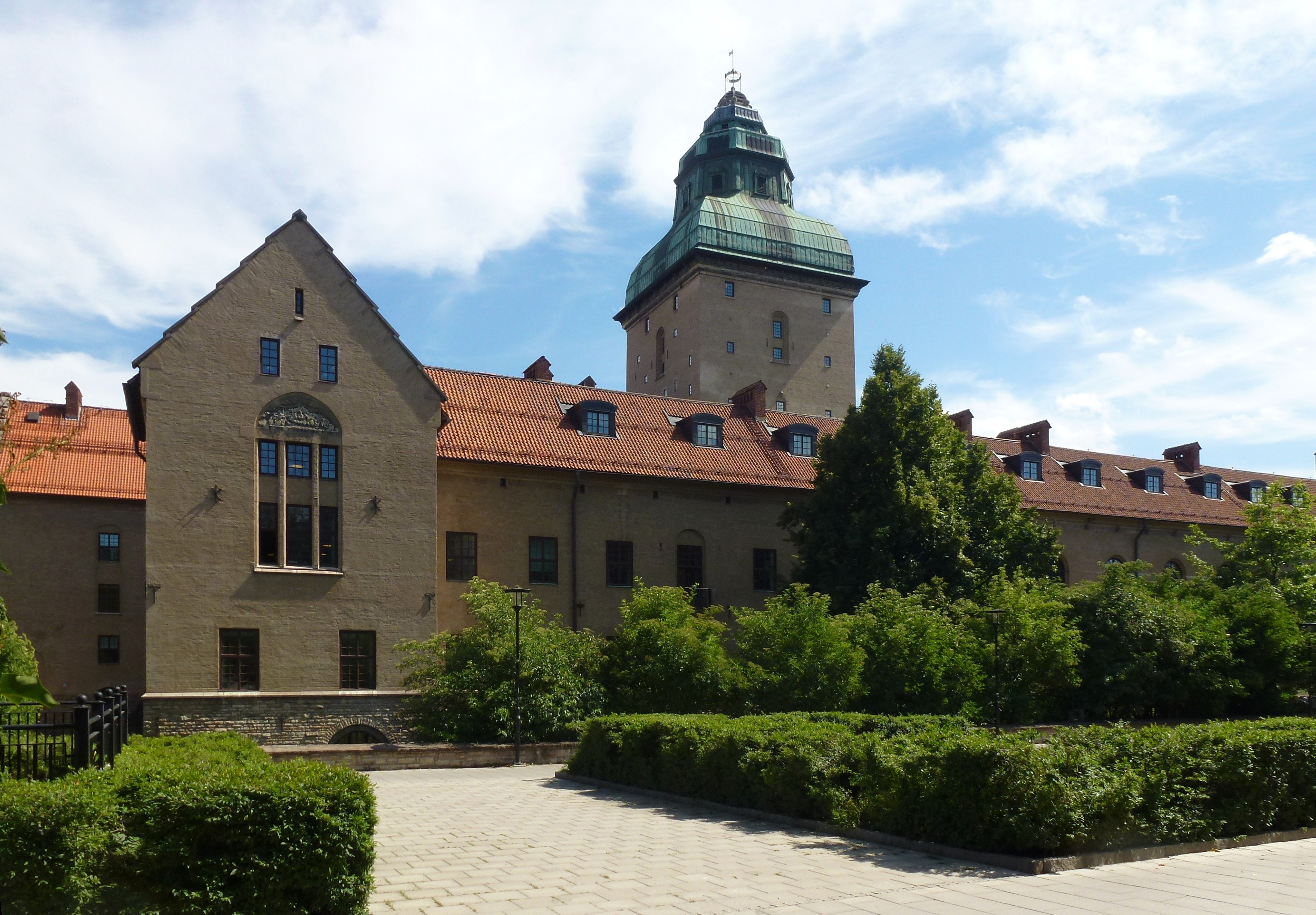
Mot Polishuset (väst)
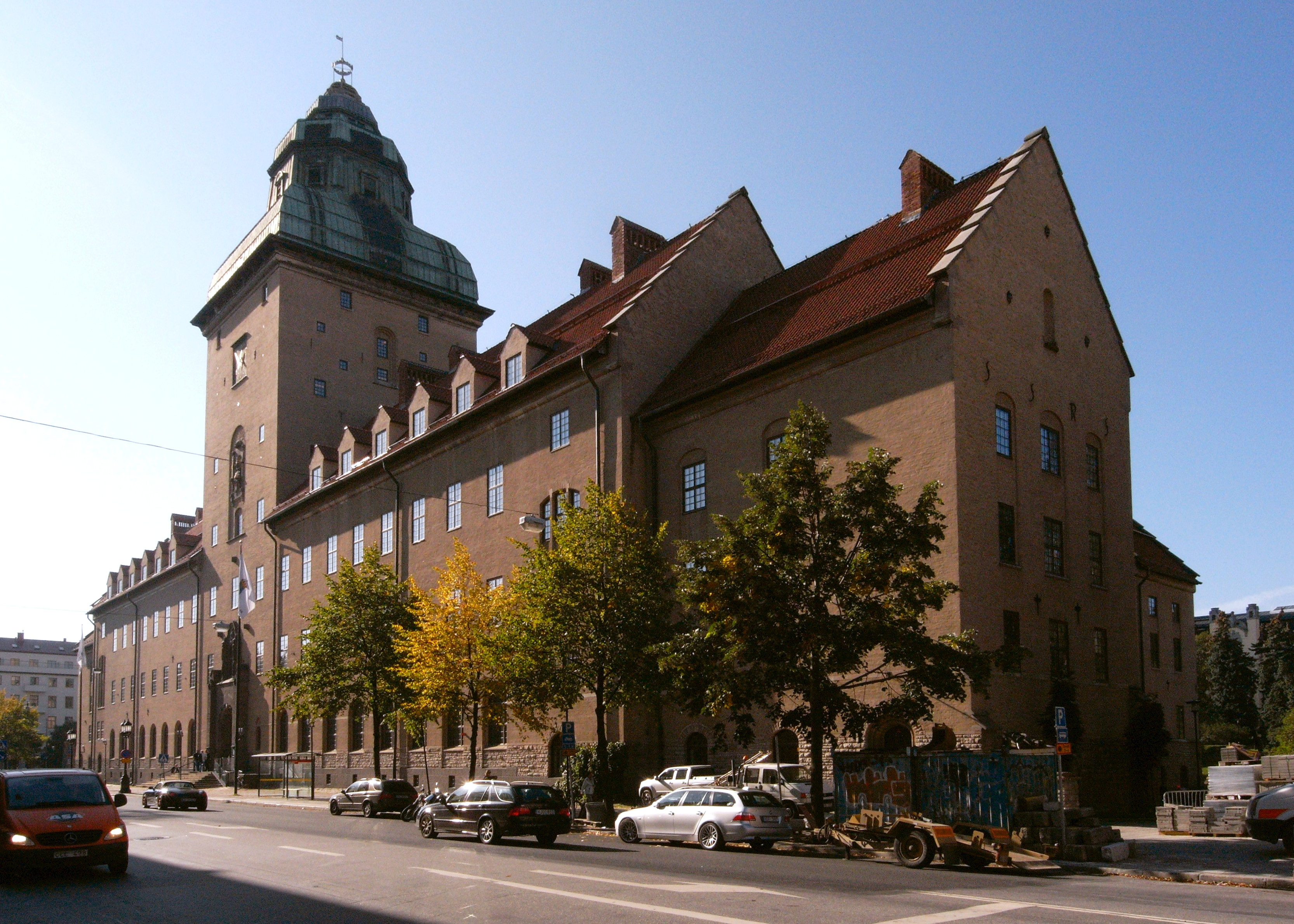
Mot Scheelegatan (nordost)

### Byggnadsdetaljer

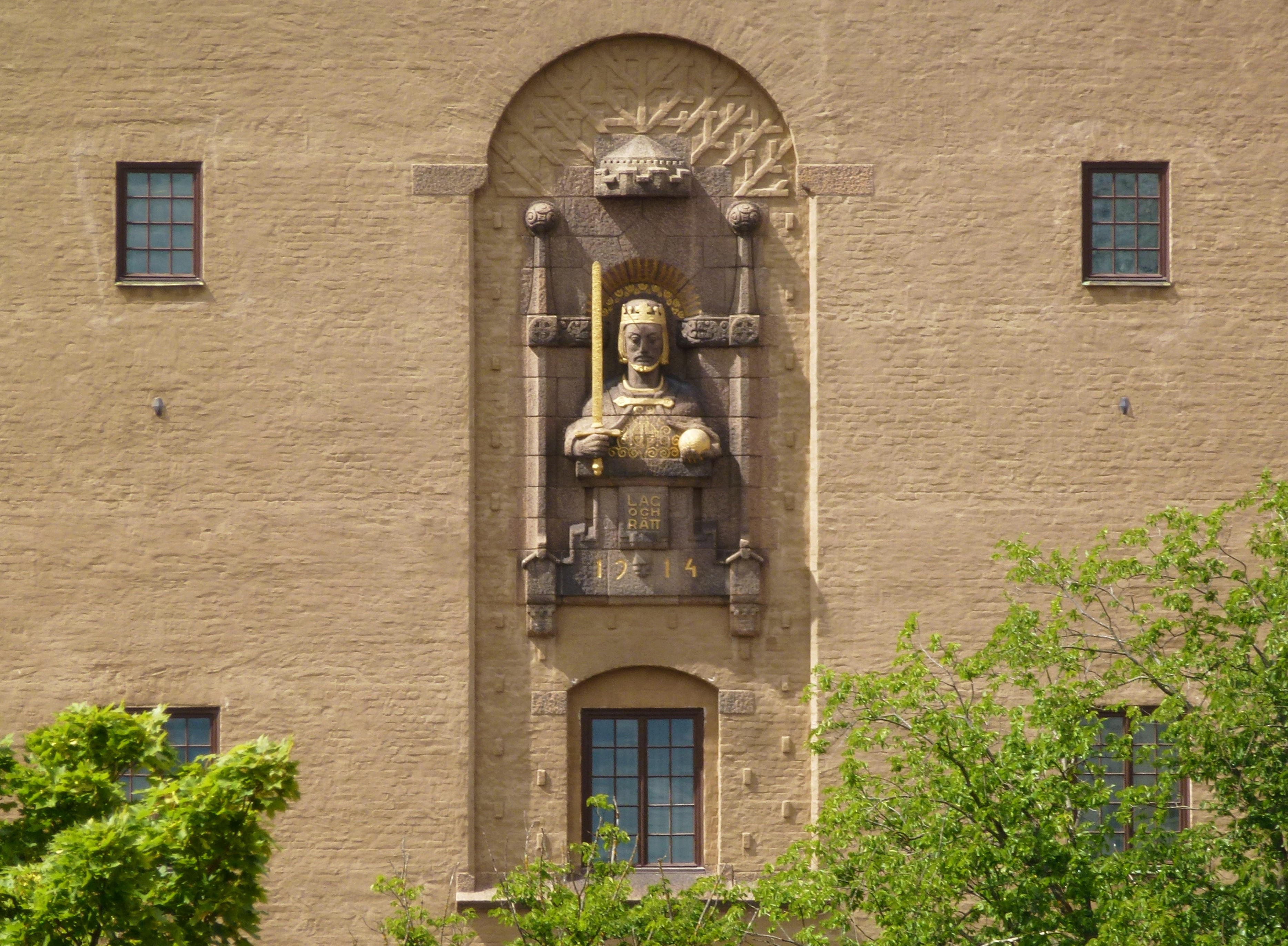
Skulptur "Lag och rätt 1914" över huvudentrén
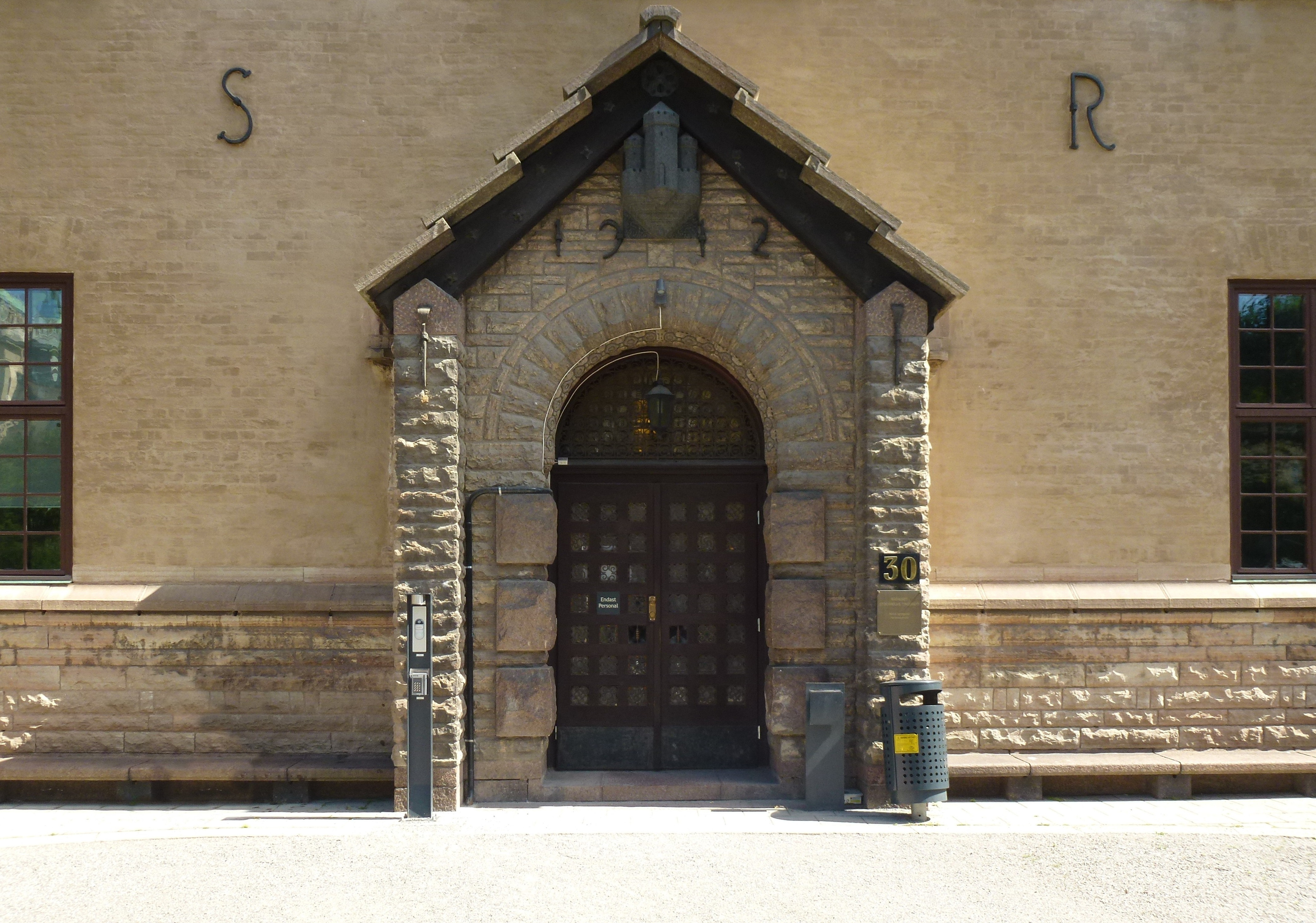
Portal mot väst
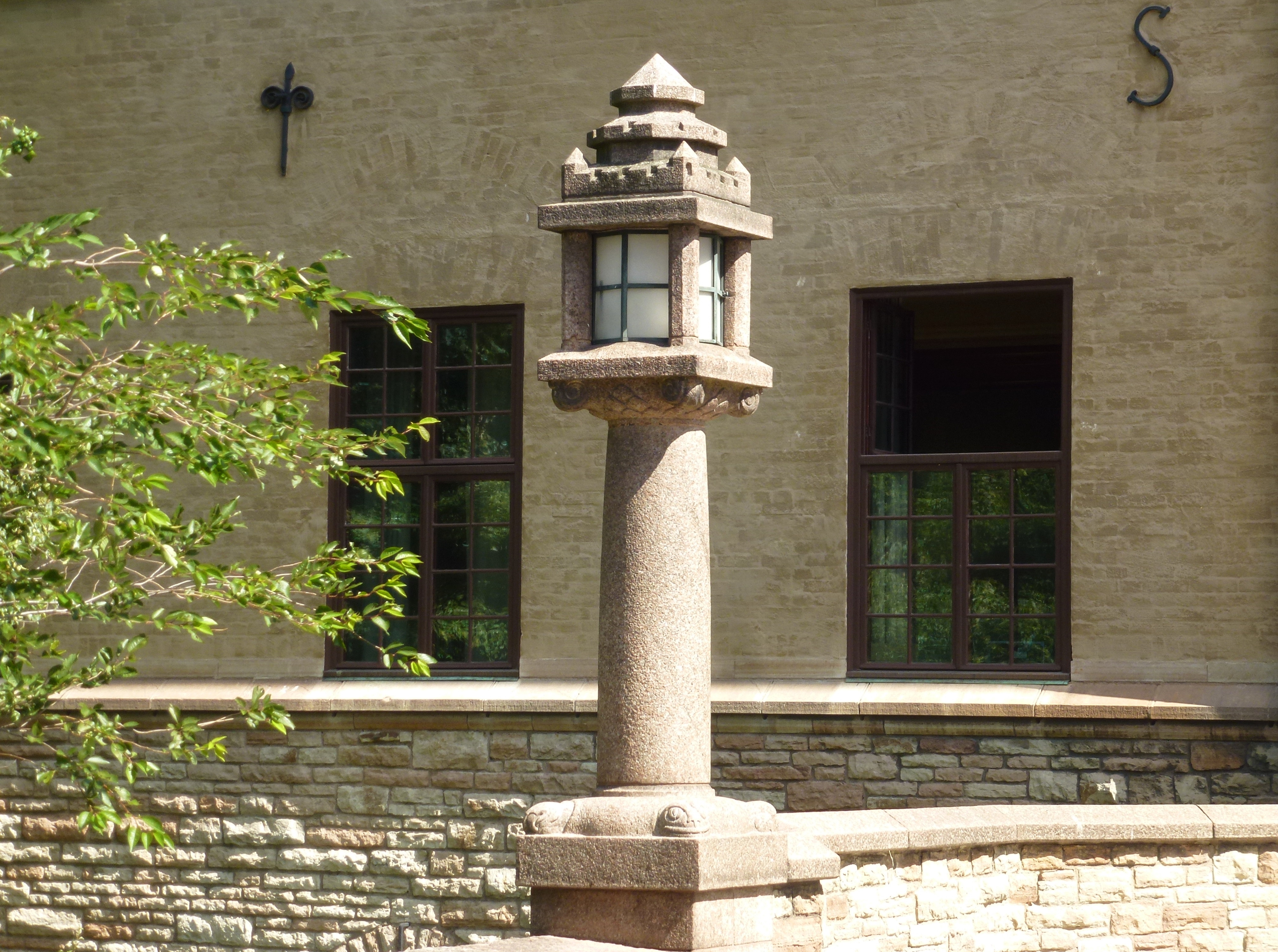
Stenlykta
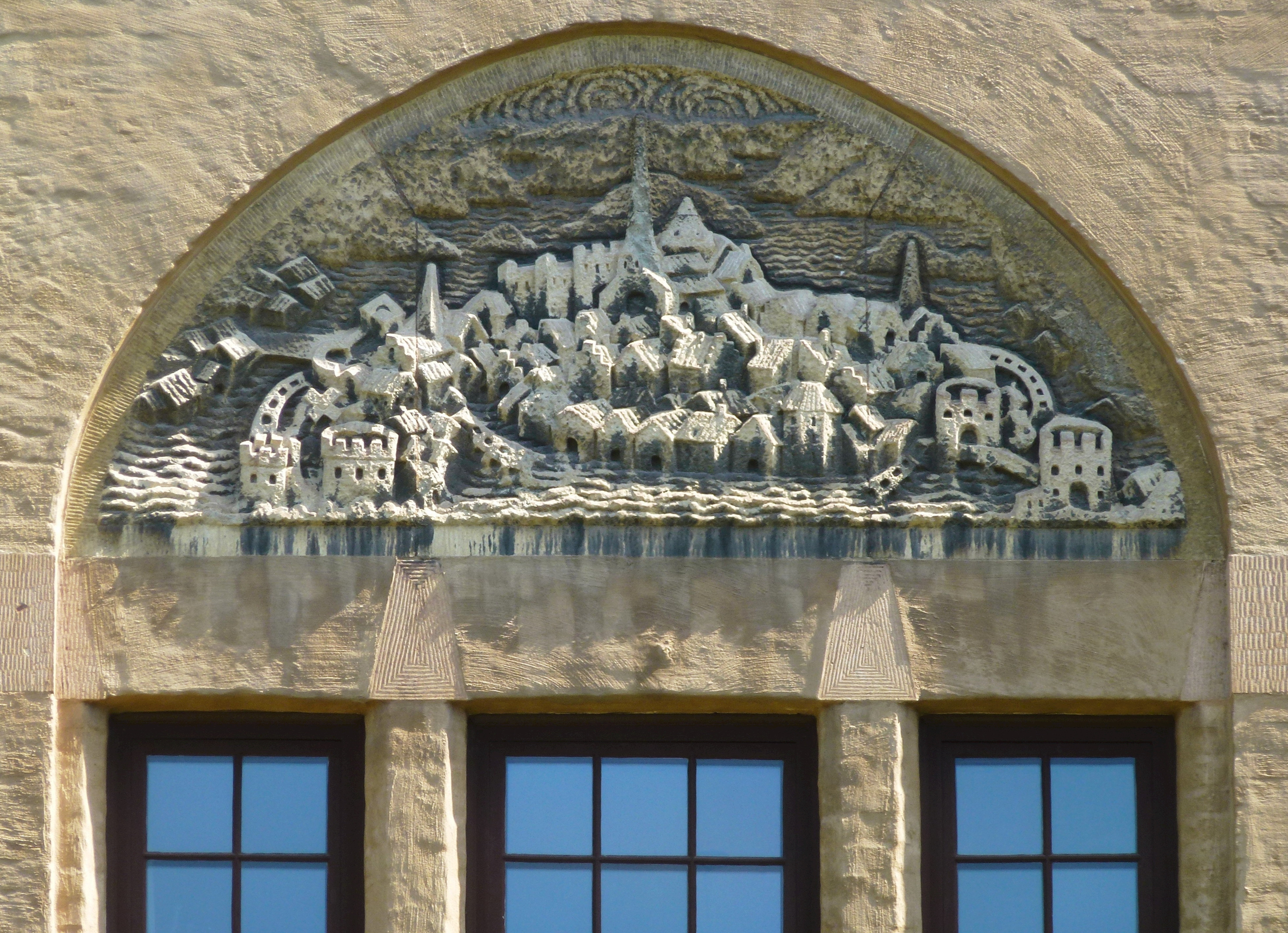
Gamla Stockholm över fönster mot väst

### Interiör

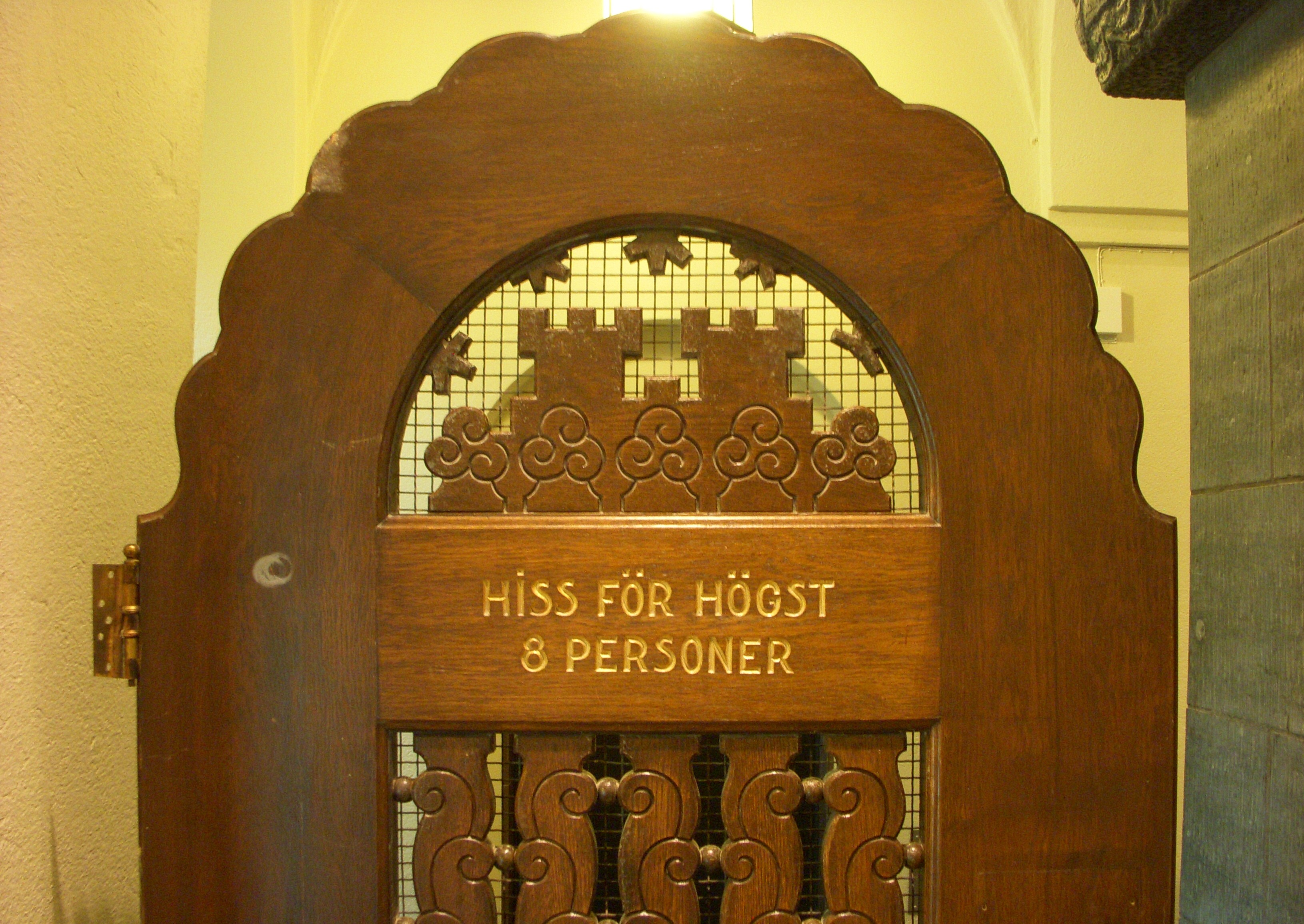
Hissfront
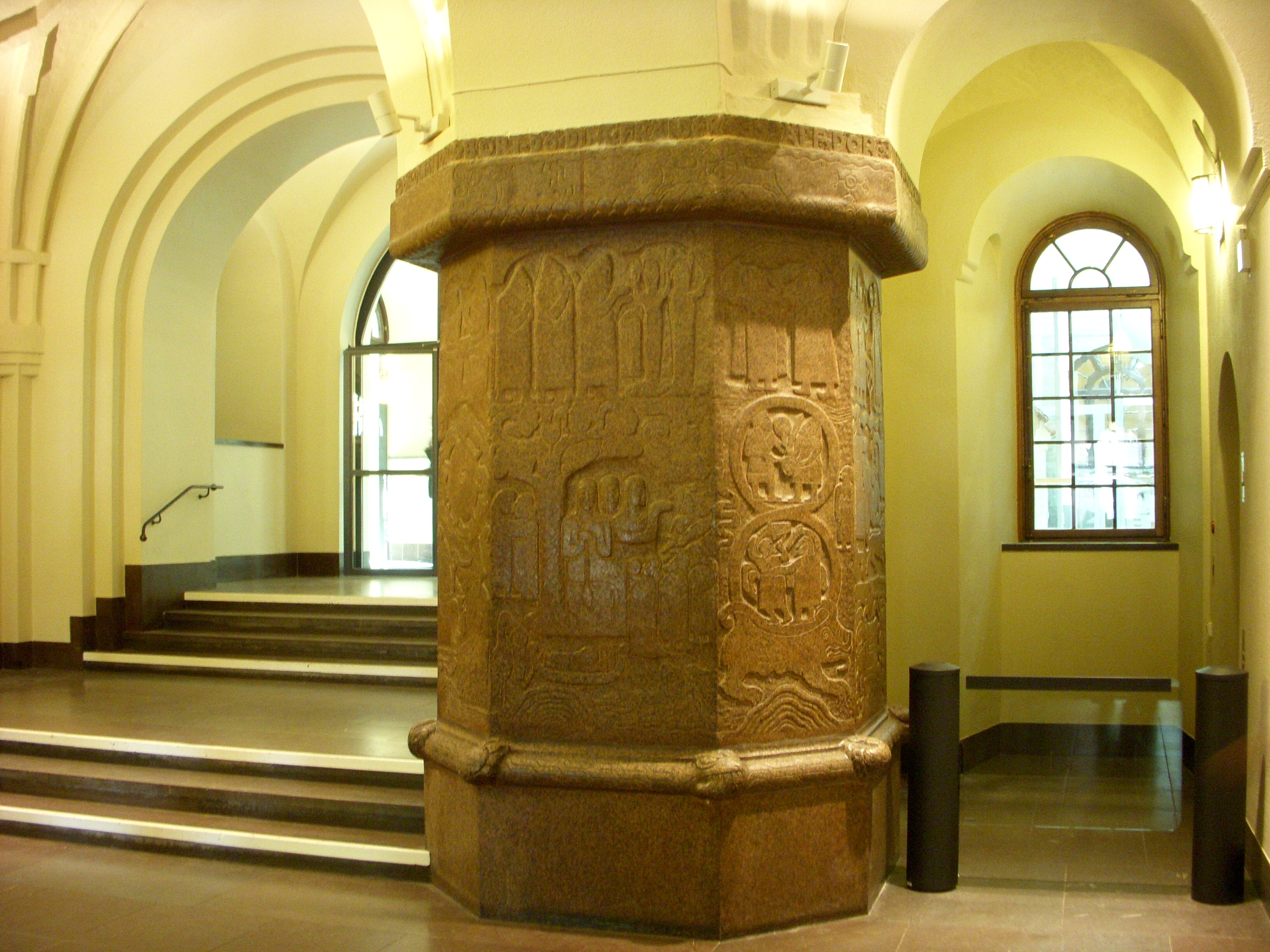
Entréhallen med "Valans pelare"
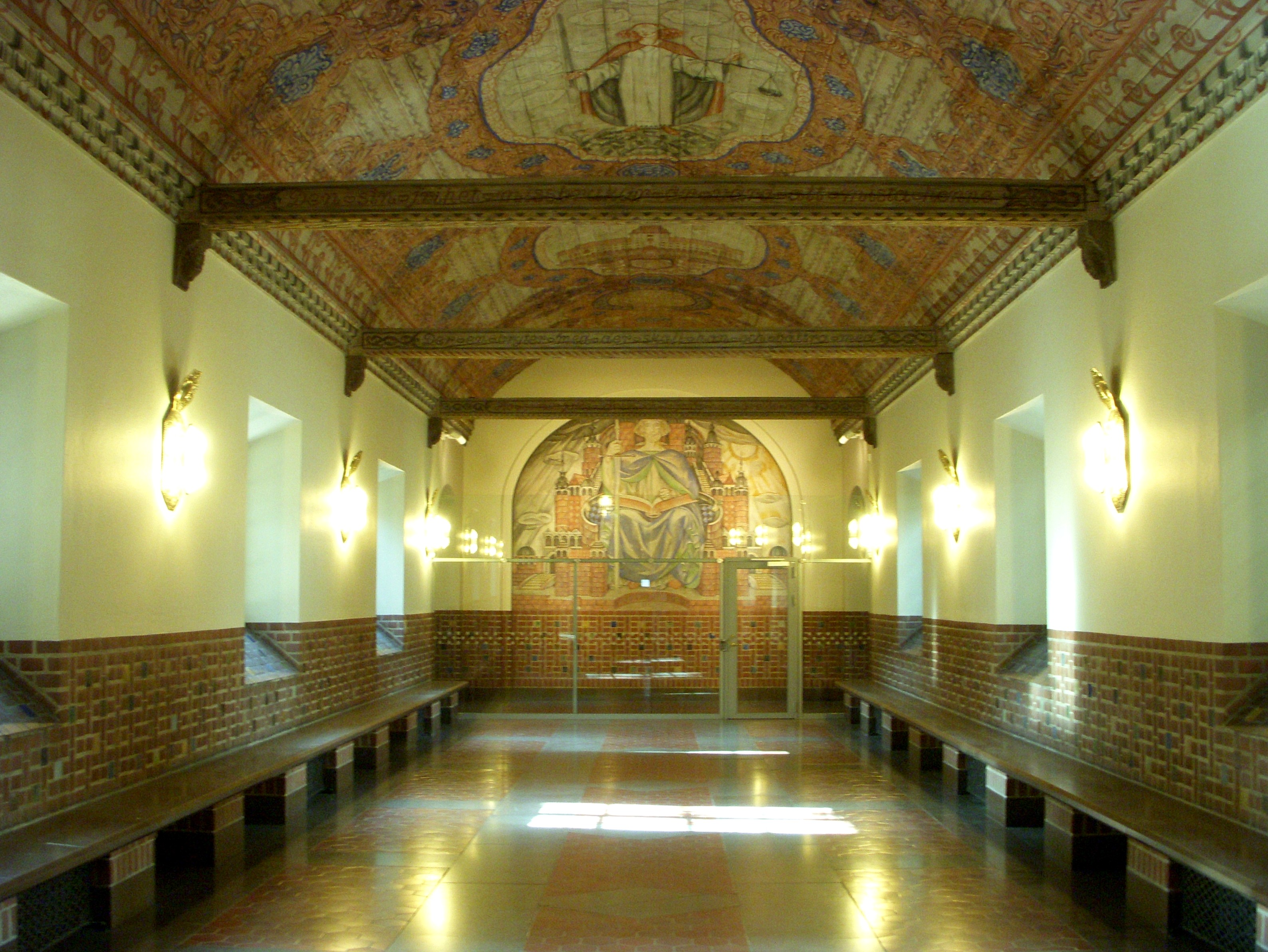
Tak- och väggmålningar
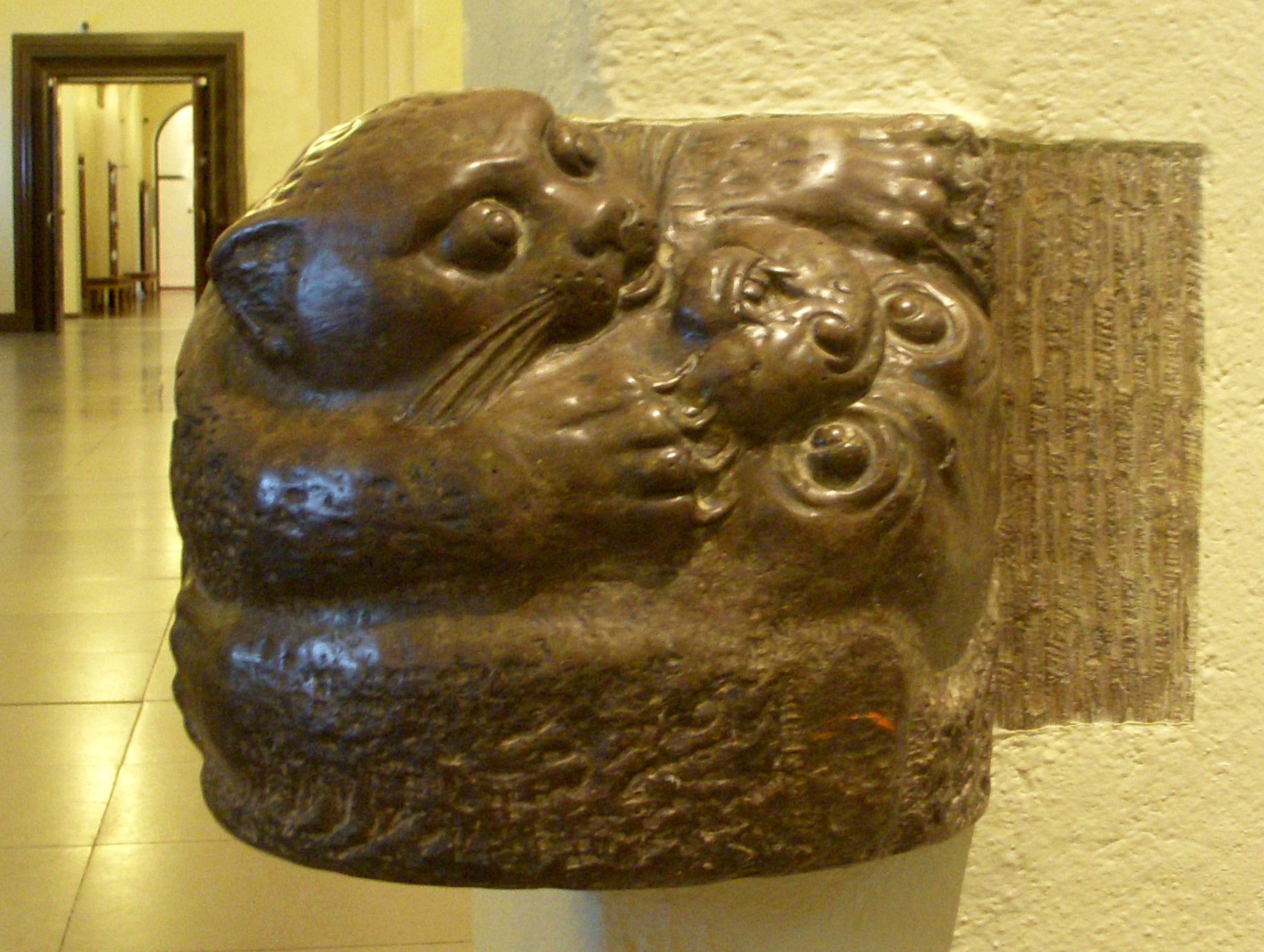
Skulptur på pelare

## Ombyggnaden

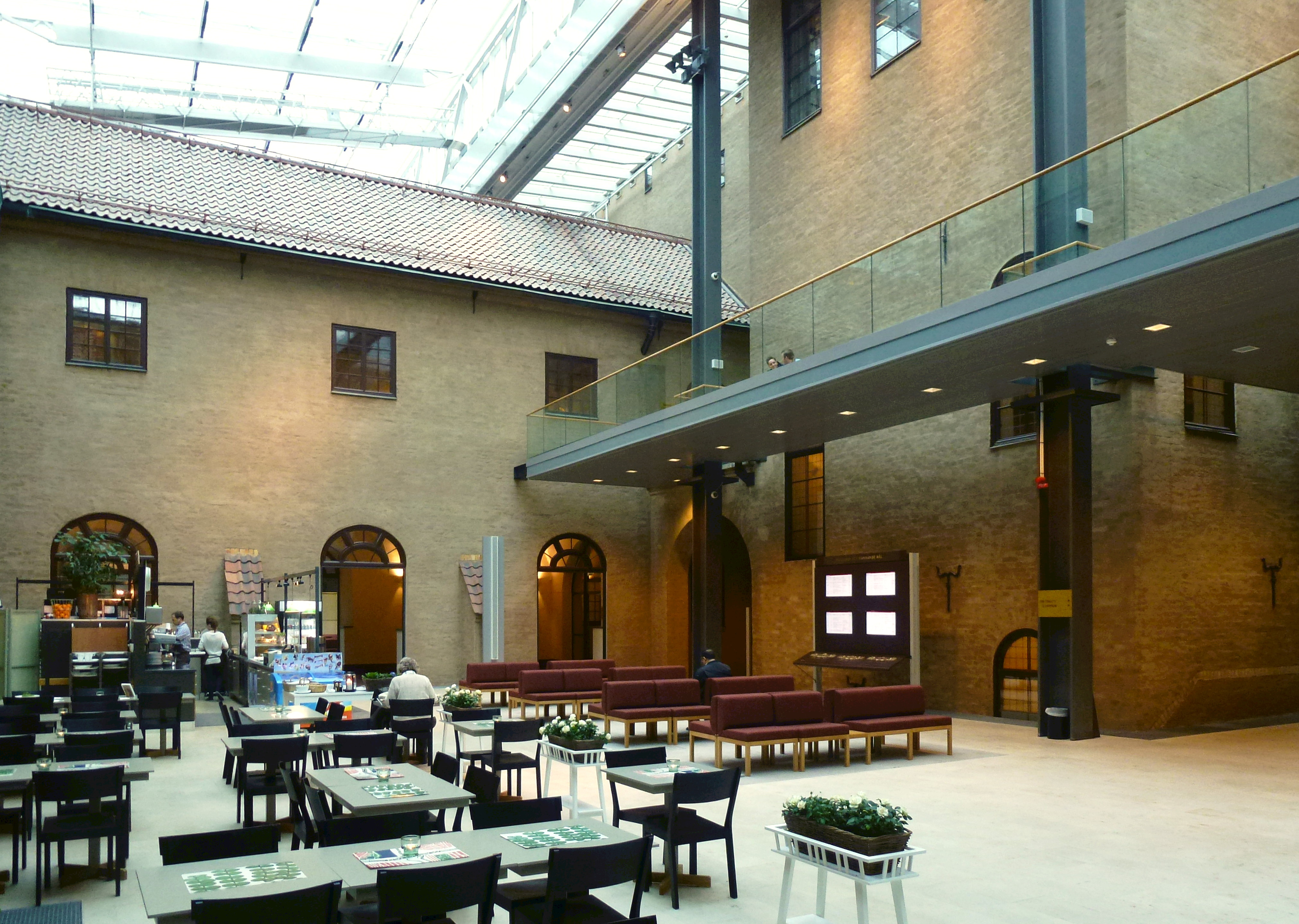
Den numera inglasade innergården

Stockholms tingsrätts verksamhet var under många år för omfattande för att rymmas i Stockholms rådhus och har därför även fått bedrivas i andra byggnader i närheten. Sedan domsagan minskats till att omfatta Stockholms innerstad samt Lidingö kommun har tingsrätten åter att kunnat inrymmas helt i rådhuset.
Uppdraget för ombyggnaden gick till arkitekten Per Ahrbom. Nya golvytor motsvarande flera tusen kvadratmeter skapades, dels genom utbyggnaden av vinden och dels genom att de båda innergårdarna grävdes ner en våning och försågs med ett glastak. Utåt syns bara de nya takkuporna, men dessa fanns redan med på Westmans fasadritning från 1909. Genom ombyggnaden tillkom sju nya sessionssalar, ett kafé kombinerat med reception och väntrum och inredningen av tornrummet där lagmannen har sitt arbetsrum. Den gamla säkerhetssalen som totalförstördes efter en brand 2008 (se avsnittet Branden nedan) är helt återskapad, inklusive det vackra kassettaket och radiatorskydden i smidesjärn. Ytterligare en nyhet är att säkerheten i huset höjts.
Den 1 september 2009 flyttade Stockholms tingsrätt åter in i rådhuset. Efter återflytten ryms tingsrättens hela verksamhet här. Ombyggnaden nominerades till Årets Stockholmsbyggnad 2010.

## Branden 2008

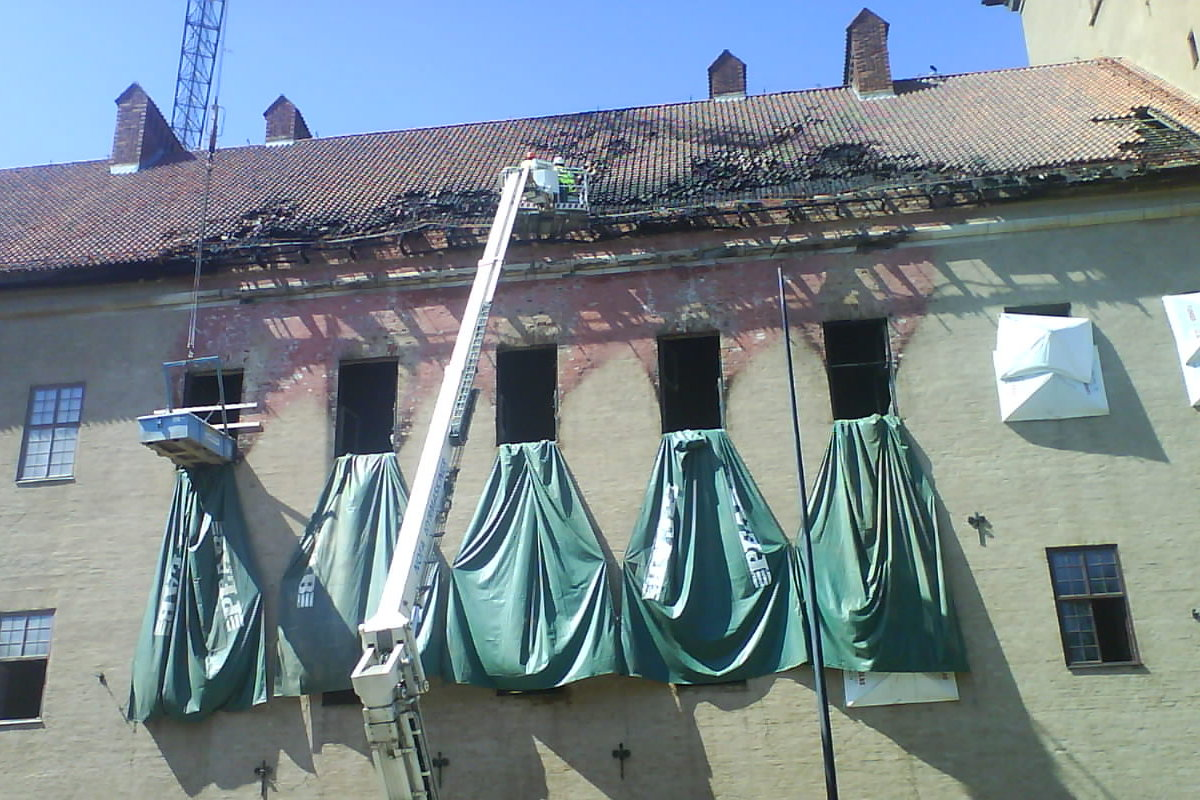
Branden i Stockholms rådhus juni 2008.

Den 5 juni 2008 vid tvåtiden på natten utbröt en brand på tredje våningen i rådhusets västra flygel. Branden blev dramatisk och när räddningstjänsten nådde fram till byggnaden var branden fullt utvecklad, med mellan fem och tio meter höga lågor som slog ut ur fönstren. 
Branden bekämpades som mest av ett 70-tal brandmän, och efter cirka tre timmar var den under kontroll. Brandkåren bedömde att hela den tredje våningen i den södra flygeln totalförstörts av branden. Eftersom byggnadsarbeten pågick i huset berördes inte verksamheten och inga människor kom till skada.

### Fotnoter
1. 1 2  Svensk arkitektur, ritningar 1640-1970, sida 168
2. ↑  Bonniers lexikon, del 18, 1997, sida 182
3. ↑  Lindorm, Erik (1979). Gustaf V och hans tid 1907-1918. sid. 388. ISBN 91-46-13376-3
4. ↑  Pihl Atmer (2011), s. 47 ff
5. ↑  Guide till Stockholms arkitektur, sida 146
6. ↑  Uppgifter enligt Dagens Nyheter den 2009-09-19
7. ↑  Uppgifter enligt Svenska Dagbladet den 2008-06-05